# 남양주미금초등학교
남양주미금초등학교는 대한민국 경기도 남양주시에 있는 공립 초등학교이다.

## 학교 연혁
- 1983년 10월 8일: 개교

## 참고 자료
- 남양주미금초등학교 - 한국교육학술정보원 학교알리미